# WFM M06
WFM M06 – model polskiego motocykla popularnego klasy 125 cm³ produkowany przez Warszawską Fabrykę Motocykli w latach 1954–1966. Wyróżniał się prostą konstrukcją. Odporny na trudne warunki eksploatacji, nadawał się do samodzielnej naprawy. Sprawdzał się w warunkach wiejskich na polnych drogach, nawet przeciążany. Ze względu na słaby silnik niezbyt nadawał się do dalekiej turystyki.

## Historia
Konstrukcja motocykla oznaczona M06 opracowana została w 1952 roku przez Dział Motocykli BKPMot. jako następca produkowanych przez warszawską wytwórnię motocykli SHL M04 i M05. Pierwotną konstrukcję z pojedynczą ramą, nowym silnikiem S02, amortyzatorami z tłumieniem olejowym, progresywnymi sprężynami w widelcu teleskopowym oraz akumulatorem w instalacji elektrycznej uznano wówczas za zbyt drogą i skomplikowaną dla motocykla popularnego. W 1953 roku opracowano uproszczoną wersję M06 na podwójnej ramie spawanej z ceowników blaszanych, z dotychczasowym silnikiem S01 o nieco podwyższonej mocy. Wprowadzono amortyzowane zawieszenie tylnego koła na wahaczu oraz widelec teleskopowy, tyle że w również uproszczonej wersji bez tłumienia, konstrukcja widelca była oparta na stosowanym wcześniej w SHL M05. M.in. dzięki uproszczeniom możliwe okazało się szybkie uruchomienie produkcji i w grudniu 1954 wytwórnię opuściła seria informacyjna motocykli WFM M06. Konstruktorami modelu M06 byli między innymi inżynierowie: Jerzy Jankowski, Jan Ignatowicz, Krzysztof Brun.
W połowie 1955 roku produkcję tego samego modelu rozpoczęto w Wytwórni Sprzętu Komunikacyjnego w Świdniku pod znakiem WSK. W późniejszych latach model M06 obie wytwórnie modernizowały niezależnie od siebie. W dniu 28 marca 1958 roku wyprodukowano motocykl nr 100000. W roku 1963 wprowadzono nowy typ motocykla M06 – WFM M06-S34. Główna zmiana konstrukcyjna polegała na wymianie silnika S01 na nowszy silnik typu S34, który powstał poprzez zmianę pojemności skokowej w silniku S32 (z 173 cm³ na 123 cm³). Zmieniono również ramę motocykla wprowadzając trzecią belkę usztywniającą ramę. Po formalnym połączeniu WFM z PZO, w 1965 r., wprowadzono model M06 S01-Z1 w którym montowano silnik S01-Z z Zakładów Metalowych w Nowej Dębie. W 1966 r. zakończono produkcję motocykli.

## Galeria WFM-M06

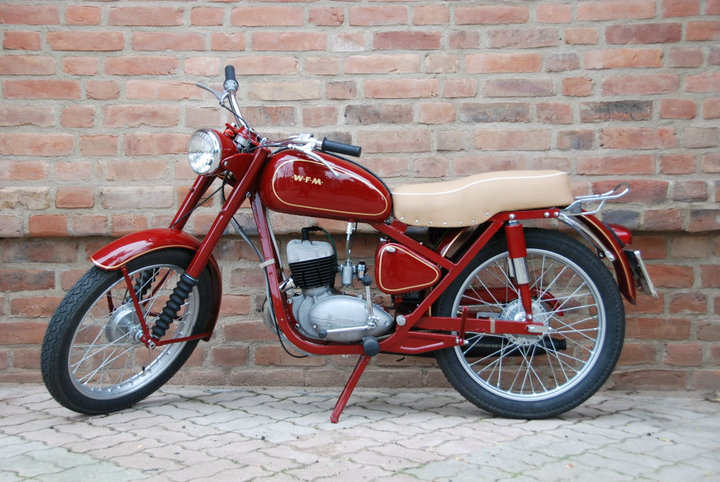
Widok z lewej strony (po renowacji)
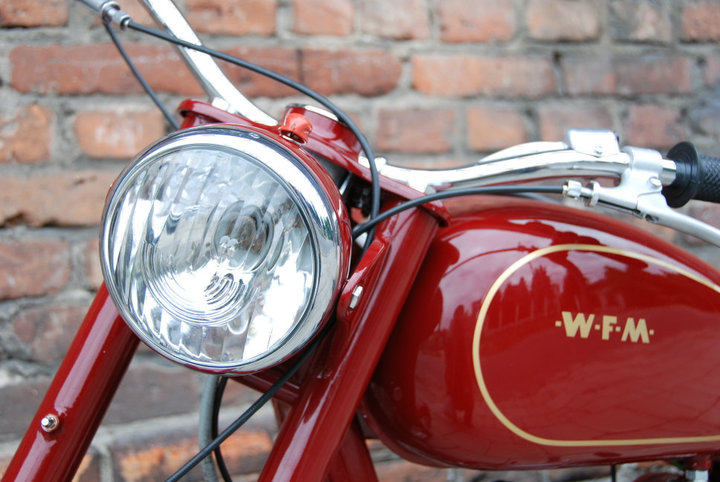
Reflektor i zbiornik paliwa (po renowacji)
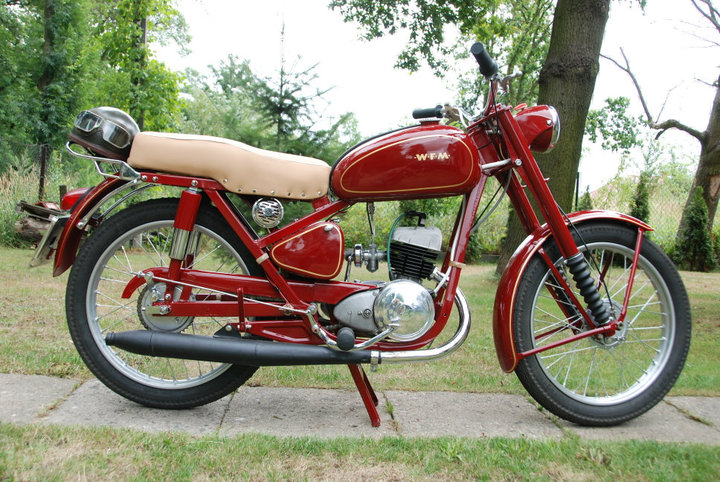
Widok z prawej strony (po renowacji)
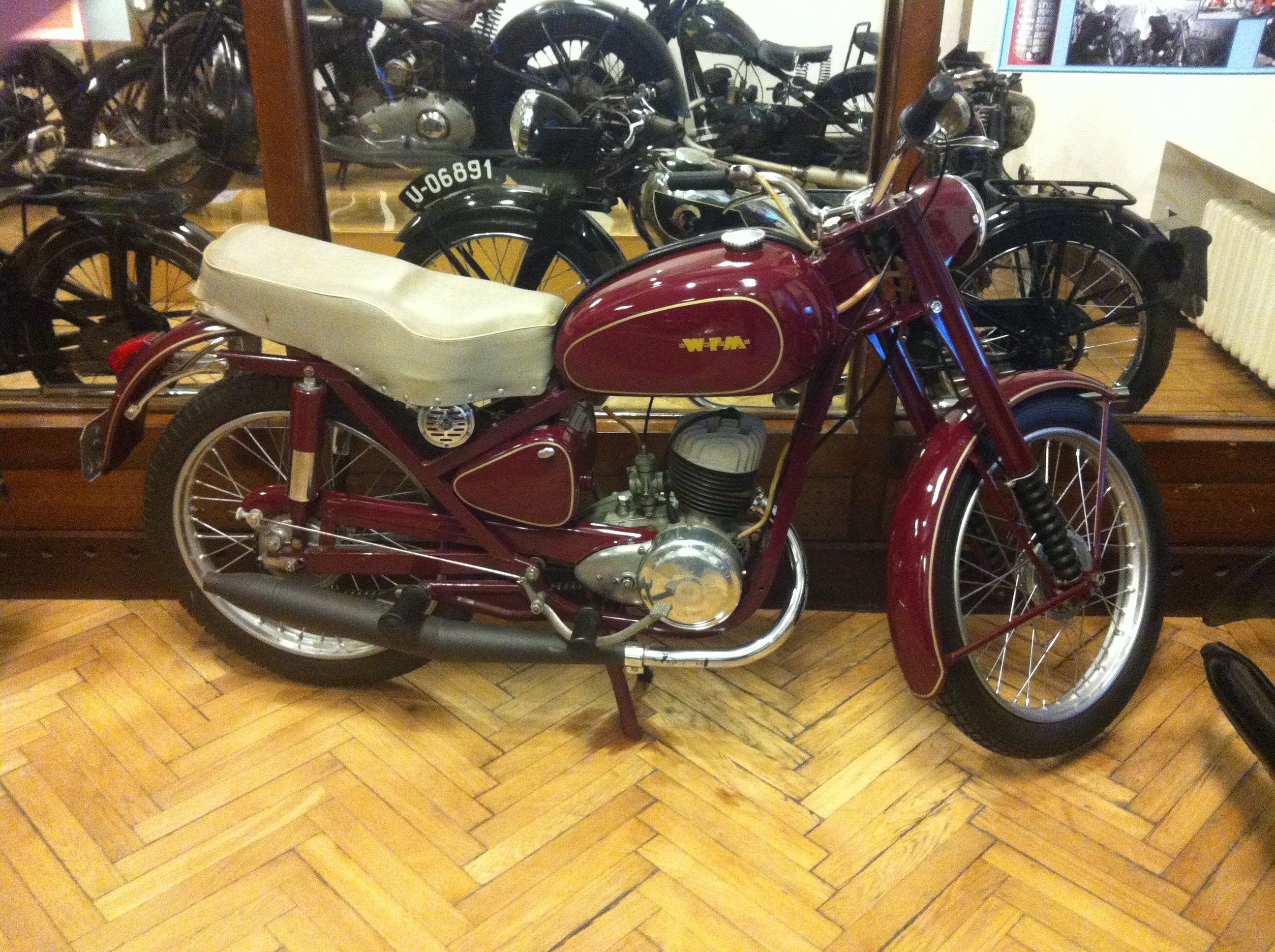
WFM - eksponat w  Narodowym Muzeum Techniki w Warszawie
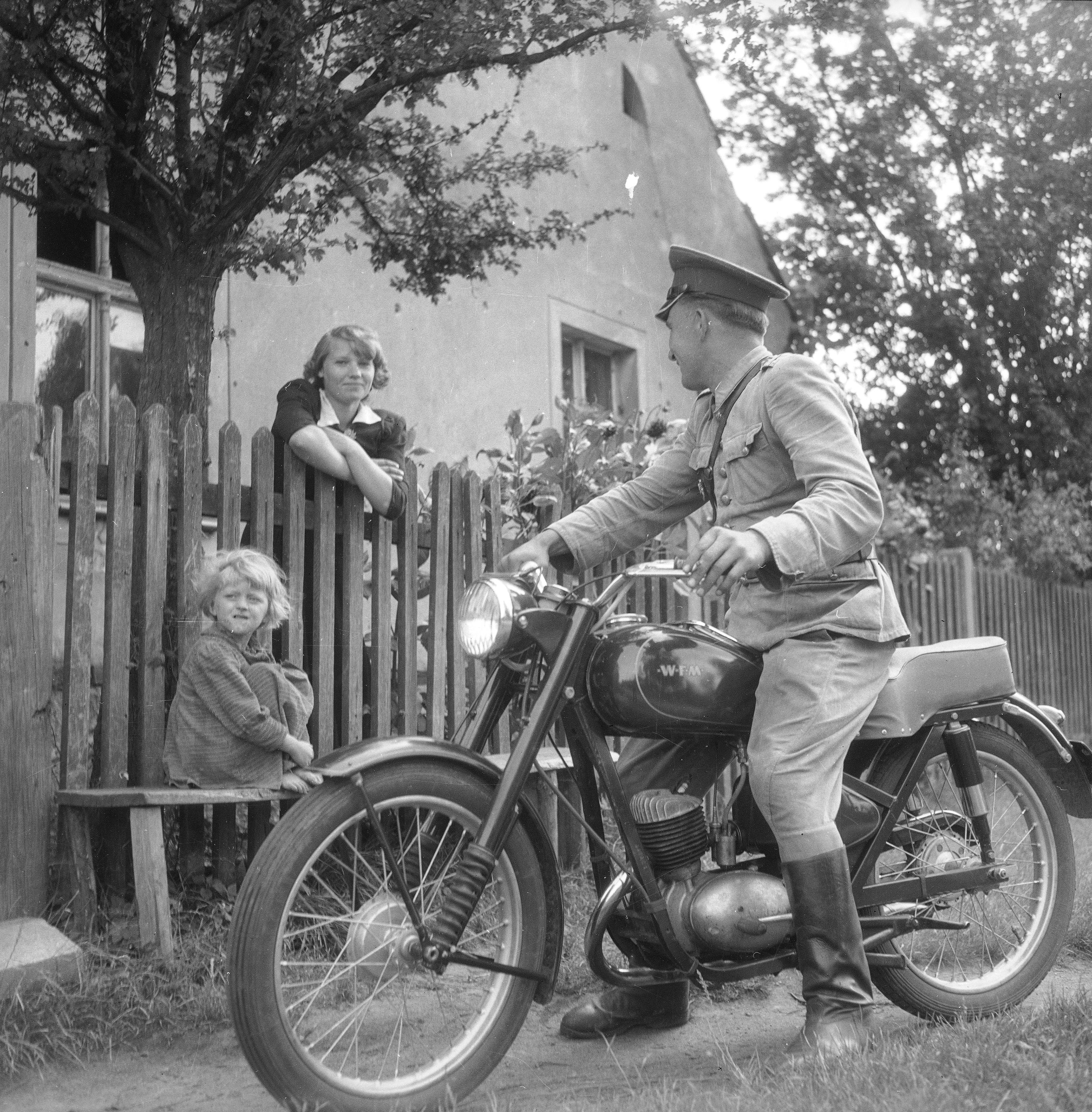
Żołnierz Wojsk Ochrony Pogranicza pełniący służbę jako patrol rozpoznawczy na motocyklu WFM M06

## Dane

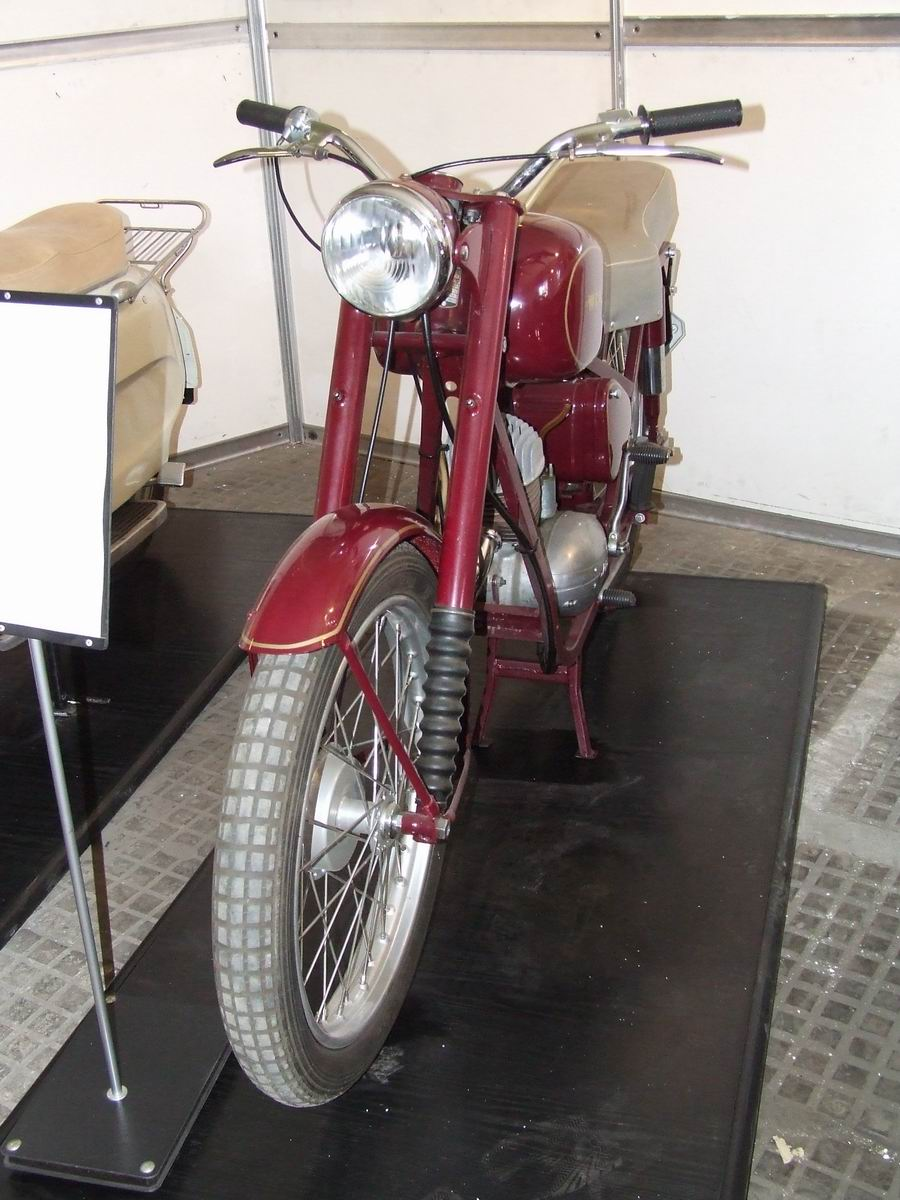
WFM M06 w ekspozycji muzealnej

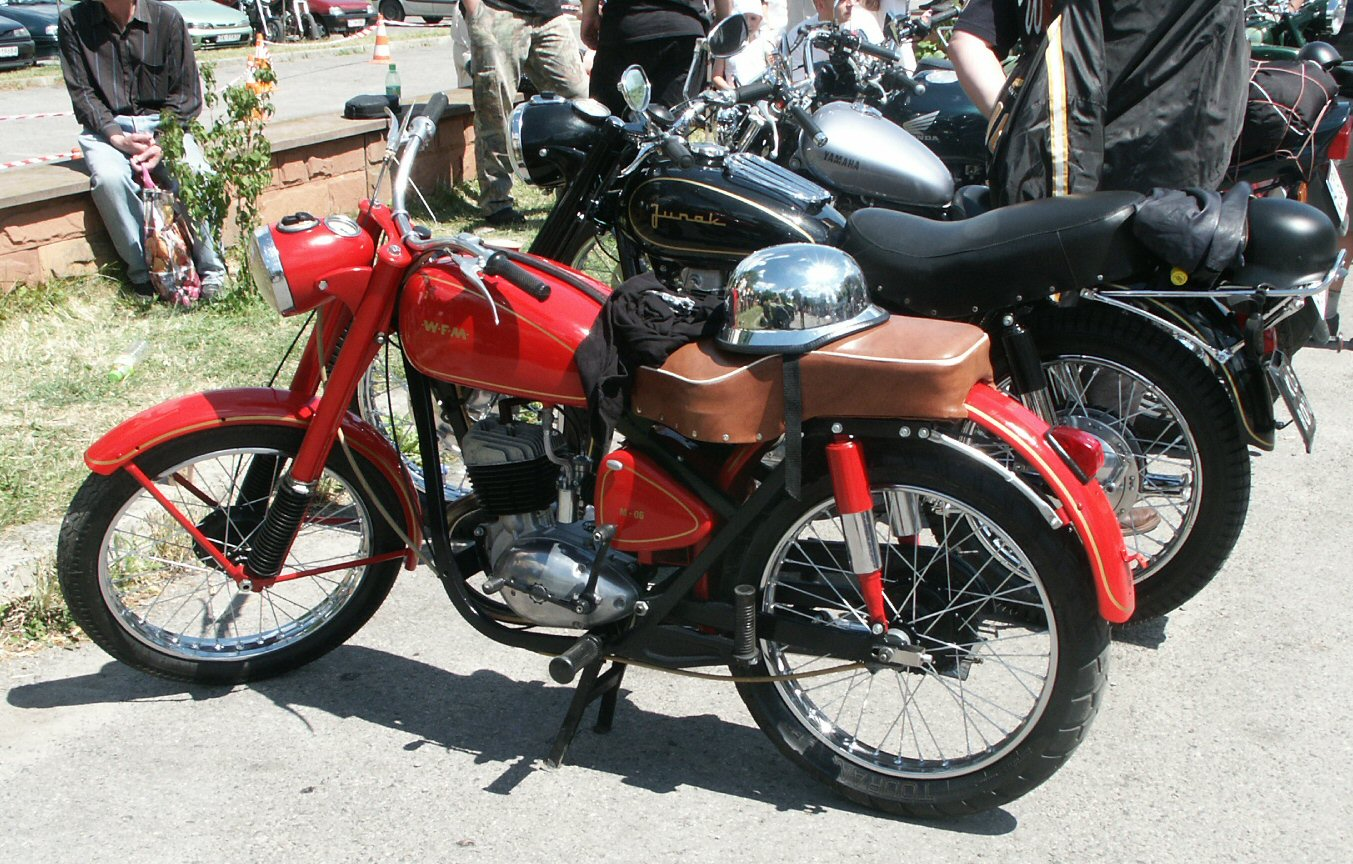
WFM M06-S01-Z1 (po renowacji) – uczestniczka zlotów

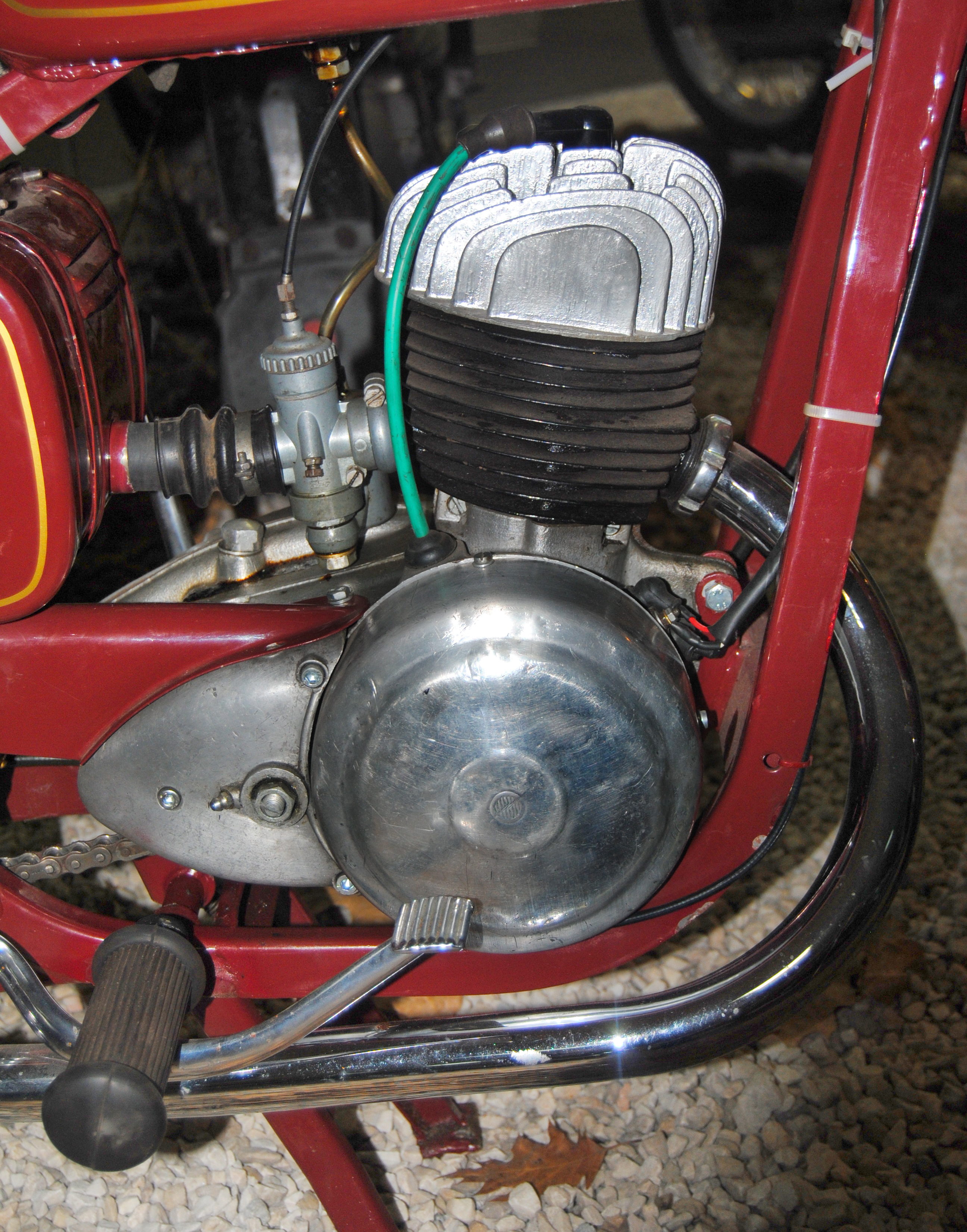
Silnik WFM S01 w motocyklu M06

### Typ WFM M06
- wymiary:
  - długość całkowita – 2020 mm
  - wysokość – 980 mm
  - szerokość – 670 mm
  - prześwit – 160 mm
- najmniejszy promień skrętu – 1800 mm
- silnik:
  - dwusuwowy jednocylindrowy z przepłukiwaniem zwrotnym
  - pojemność skokowa 123 cm³ (średnica cylindra – 52 mm; skok tłoka 58 mm)
  - moc maksymalna – 4,5 KM przy 4250 obr./min
  - prędkość maksymalna – 70 km/h
  - całkowity ciężar[d] - 88 kg[1]

### Typ WFM M06-S34
- wymiary:
  - długość całkowita – 2020 mm
  - wysokość – 980 mm
  - szerokość – 670 mm
  - prześwit – 160 mm
- najmniejszy promień skrętu – 1800 mm
- silnik:
  - dwusuwowy jednocylindrowy z przepłukiwaniem zwrotnym
  - pojemność skokowa 123 cm³ (średnica cylindra – 52 mm; skok tłoka 58 mm)
  - stopień sprężania – 6,6
  - moc maksymalna – 6,5 KM przy 5000 obr./min.
  - liczba biegów – 3
  - masa motocykla – 100 kg
  - prędkość maksymalna – 80 km/h
  - zużycie paliwa – 2,2 litra na 100 kilometrów przy prędkości 50 km/h
  - całkowity ciężar[d] - 100 kg[1]

### Typ WFM M06-S01-Z1
- wymiary[1]:
  - długość całkowita – 2020 mm
  - wysokość – 980 mm
  - szerokość – 670 mm
  - prześwit – 160 mm
- silnik[1]:
  - dwusuwowy jednocylindrowy z przepłukiwaniem zwrotnym
  - pojemność skokowa 123 cm³ (średnica cylindra – 52 mm; skok tłoka 58 mm)
  - stopień sprężania – 6,9
  - moc maksymalna – 6,5 KM przy 4850 obr./min.
  - liczba biegów – 3
  - masa motocykla – 95 kg
  - prędkość maksymalna – 80 km/h
  - zużycie paliwa – 2,5 litra na 100 kilometrów przy prędkości 50 km/h
  - całkowity ciężar[d] - 95 kg[1]

### Wersje sportowe
W dziale Postępu i Sportu WFM zaprojektowano kilka wersji sportowych motocykla opartych na seryjnej M06: 
- WFM M06 S-55
- WFM M06 S-56
- WFM M06R